# La Chute des damnés (Rubens)
Ne doit pas être confondu avec La Chute des damnés ou La Chute des anges rebelles.
Pour les articles homonymes, voir La Chute des anges rebelles (homonymie).
La Chute des damnés, également connue sous le nom de La Chute des anges rebelles, est une peinture religieuse monumentale de Pierre Paul Rubens réalisée vers 1620. Il représente un pêle-mêle des corps des damnés, jetés dans l'abîme par l'archange Michel et les anges qui l'accompagnent.
Le 26 février 1959, Walter Menzl, un écrivain et philosophe désireux d'attirer l'attention sur son dernier ouvrage, jette du décapant à base d'acétone sur le tableau, endommageant un cinquième de l’œuvre. Il prétend ne pas avoir détruit directement l'œuvre, et que le décapant « soulage du travail de la destruction ». Le 15 juillet 1959, Menzl est condamné à 3 ans de prison et à payer 800 000 deutschemarks. La toile est restaurée avec succès et reste exposée à l'Alte Pinakothek de Munich.